# Ришар, Марта
Марта Ришар (фр. Marthe Richard; 15 апреля 1889 — 9 февраля 1982) — французская лётчица, писательница, шпионка времён Первой мировой войны и политик, защищавшая права женщин. Имела прозвище «Жаворонок». Закон о закрытии публичных домов во Франции в 1946 году часто называют «законом Марты Ришар».

## Карьера проститутки
Родилась в бедной семье немцев по фамилии Бетенфельд в Нанси (Лотарингия). Отец работал на пивоварне, мать была домохозяйкой. Марта Бетенфельд несколько лет провела в католическом учреждении. В 14 лет становится ученицей мастера по пошиву брюк в Нанси. Эта работа её не воодушевляла, и Марта сбежала от родителей. В мае 1905 года её арестовала полиция нравов за приставания к прохожим и вернула родителям. Она снова убегает и возникает в Нанси, городе, где располагается большой военный гарнизон. Здесь она влюбляется в итальянца, назвавшегося скульптором, но оказавшегося сутенёром. Он отправляет её на панель, а затем она поступает проституткой в солдатский бордель в Нанси. Она была обязана обслуживать до 50 человек в день и вскоре заражается сифилисом. Солдат обвинил её в заражении сифилисом и заявил об этом в полицию (где она с 21 августа 1905 года состояла на учёте как несовершеннолетняя проститутка). Ей приходится бежать в Париж. Она поступает в «общественные бани» на улице Годо-де-Моруа (публичный дом, где проституток нещадно эксплуатировали). Здесь в сентябре 1907 года она встречает Анри Ришара, комиссионера на рынке Ле-Аль. Богатый торговец женится на ней 13 апреля 1915 года. Марта зачёркивает прошлое и становится респектабельной дамой Прекрасной эпохи со своим особняком у Одеона. Она просит убрать своё имя из национальной картотеки проституток, но ей в этом отказывают.

## Лётчица
Муж купил ей самолёт, который вскоре стал её страстью. Марта Ришар получает лицензию пилота 23 июня 1913 года (№ 1369), став шестой француженкой, обладающей правом управлять самолётом. Ранее она заинтересовалась воздухоплаванием и стала участником женского аэроклуба La Stella[fr], созданном в 1908 году членом Французского клуба воздухоплавания (L’Aéronautique Club de France[en]) Мари Сюркуф. La Stella объединял и женщин, занимавшихся спортивным воздухоплаванием, и женщин-лётчиц. Позднее она участвует в авиашоу, в частности, в Нанте, Шато-Гонтье, Порнике. Марта стала известной в стране, журналистов впечатлили её хрупкость и решительность и они дали ей прозвище «Жаворонок». Осуществила ряд полётов на дальние расстояния в Бургундии и Швейцарии. Получила серьёзную травму 31 августа 1913 года в Ла-Рош-Бернар при посадке на неподходящую местность. Марта провела три недели в коме и получила пожизненные осложнения.
Возобновила тренировки 5 февраля 1914 года на своём новом самолёте Caudron G. 3, чтобы принять участие во встрече в Цюрихе.
В прессе она заявляет, что рассчитывает побить женский рекорд в дальности полёта, перелетев из Ле-Кротуа, где река Сомма впадает в Ла-Манш, — в Цюрих. На самом деле она, в сопровождении пилота по прозвищу «Цыплёнок», вследствие аварии совершила вынужденную посадку на луг в Бургундии. Разобрав самолёт, они на поезде приехали в сельскую местность неподалёку от Цюриха, где она снова взлетела и села в Цюрихе. Тем не менее, новый рекорд был засчитан.
В 1914 году она приняла участие в основании Патриотического союза французских лётчиц (l’Union patriotique des aviatrices françaises), рассчитывая стать военным лётчиком, но её не взяли в армию.

## Разведка
В 1914 году, с началом Первой мировой войны, её муж ушёл на фронт и в мае 1916 года погиб под Верденом. Марта решила отомстить немцам. По словам Марты Ришар, она занялась разведкой благодаря её любовнику Жану Виолану, молодому русскому анархисту, работавшему на Второе бюро. Она работала под руководством капитана Жоржа Ладу, который завербовал Мату Хари. Жорж Ладу был главой контрразведки (SCR, Service de Centralisation des Renseignements, Агентство централизации информации), входившее в Пятое бюро французского Генштаба во время Первой мировой войны. Ладу присваивает ей кодовое имя «Жаворонок», даёт невидимые чернила, снабжает контактами и направляет на различные задания с июня 1916 года по сентябрь 1917 года.
В качестве одного из заданий она отправилась в Испанию, на курорт Сан-Сабастьян. Здесь Марта познакомилась с военно-морским атташе Германии в Мадриде бароном Хансом фон Кроном, быстро дала согласие работать на немецкую разведку и получила псевдоним С-32. С деньгами и инструкциями она возвратилась во Францию, где доложила о своих действиях начальнику французской контрразведки. Тот поздравил её с успехом, и по его приказу Марта вновь вернулась в Испанию.
В Испании она стала любовницей фон Крона. Благодаря этому Ришар сумела узнать много важных вещей: в частности, она получила сведения о намерениях Германии организовать во Французском Марокко восстание. Благодаря переданной ей информации о предполагаемом пути немецкого конвоя с оружием для марокканских повстанцев мятеж провалился. Ришар узнала также о тайном проходе в Пиренеях, которым пользовалась немецкая разведка. По приказу фон Крона Марта Ришар открыла салон красоты «Зеркало жаворонков», который немецкая разведка собиралась использовать для маскировки шпионов и отправки их во Францию. Действия Марты Ришар помогли французской контрразведке выловить всех немецких шпионов.
Однако французская разведка не всегда использовала информацию от Ришар. Так, несмотря на её предупреждение, немцы сумели подорвать пороховой завод Буно вблизи Байонны. Она готовилась передать бумаги из сейфа фон Крона, но её подвел связной. В конце концов ей перестали доверять как французы, так и немцы. После этого Марта в 1916 году отправила к князю Ратиборду, немецкому послу в Испании, все письма фон Крона к ней, а также сочетание цифр сейфа и сведения о том, что фон Крон содержал её на средства, предусмотренные для вербовки агентов. Вследствие этого вся сеть фон Крона была нейтрализована.
После войны Марта Ришар долгое время была забыта. В 1926 году она вышла замуж за Томаса Кромптона, некоторое время жила в Великобритании. В 1933 году за заслуги она получила Орден Почётного легиона. 
Во время Второй мировой войны Марта Ришар участвовала в движении Сопротивления, была схвачена и отправлена в Германию.
После окончания войны Марта Ришар была избрана муниципальным советником Парижской мэрии от IV округа. Выпустила несколько книг с воспоминаниями.
13 апреля 1946 по её инициативе во Франции принят закон о запрете всех борделей в стране.